# Liste der Naturdenkmale in Rohrbach (Hunsrück)
Die Liste der Naturdenkmale in Rohrbach nennt die im Gemeindegebiet von Rohrbach ausgewiesenen Naturdenkmale (Stand 13. Mai 2024).

## Naturdenkmale
| Nr.         | Bezeichnung | Lage                                  | Beschreibung    | Bild                          |
| ----------- | ----------- | ------------------------------------- | --------------- | ----------------------------- |
| ND-7140-035 | Stechpalme  | nördlich des Ortes; Flur Im Dorf Lage | Ilex aquifolium | mehr Fotos \| Fotos hochladen |